# روبرت أسا تود
روبرت أسا تود (بالإنجليزية: Robert Asa Todd)‏ هو صحفي أمريكي، ولد في 5 مارس 1870، وتوفي في 4 مارس 1943.